# Affaire de la rue Saint-Jacques
L'affaire de la rue Saint-Jacques est un évènement qui se déroula à Paris le 4 septembre 1557, au tout début des guerres de religion.

## Historique
Encore sous le choc de la défaite de la bataille de Saint-Quentin (10 août 1557), qui a plongé la capitale dans une atmosphère d'inquiétude et de terreur, des Parisiens surprennent, le soir du 4 septembre, dans la rue Saint-Jacques, en face du collège du Plessis, à l'emplacement de l'actuelle Sorbonne, une réunion calviniste clandestine d'environ 400 personnes.
La foule est alors prise d'une folie expiatoire et fait venir la garde. La plupart des huguenots arrivent à s'échapper mais 128 personnes sont faites prisonnières, dont beaucoup de femmes nobles qui furent traitées de « putains de Satan » par la foule en délire.
Madame Le Berthon (« demoiselle de Graveron Madame de la Ferrière, Madame de Longjumeau et Madame de Champagne en font partie.
Finalement, huit personnes finirent sur le bûcher, la seule femme étant Philippe de Luns <demoiselle de Graveron> après avoir eu la langue coupée.